# Neil Ashcroft
Neil W. Ashcroft (* 27. November 1938 in London; † 15. März 2021 in Ithaca, New York) war ein britischer Festkörperphysiker.

## Werdegang
Ashcroft zog mit seiner Familie nach Ende des Zweiten Weltkriegs nach Neuseeland und wuchs dort bei seiner Mutter auf. Er studierte an der University of New Zealand (Victoria College, Bachelor 1958, Master-Abschluss) und promovierte 1964 an der Cambridge University bei John Ziman mit einer Dissertation über Fermi-Flächen. Er war als Post-Doc an der University of Chicago und ab 1965 der Cornell University, wo er 1975 Professor wurde. Ab 1990 war er dort Horace White Professor. 2006 wurde er emeritiert. 1979 bis 1984 war er dort Direktor des Labors für Atom- und Festkörperphysik, 1997 bis 2000 des Center for Material Research und 1990 bis 1997 Deputy Director der High Energy Synchrotron Source (Synchrotronstrahlungsquelle).
1986 bis 1987 war er Vorstand der Abteilung Festkörperphysik der American Physical Society (APS). 1976 wurde er zum Fellow der APS ernannt. Seit 1997 ist er Mitglied der National Academy of Sciences. Er war Ehren-Fellow der Royal Society of New Zealand. 2008 wurde er zum auswärtigen Mitglied der Russischen Akademie der Wissenschaften gewählt. Er war Guggenheim-Stipendiat und erhielt 2003 einen Bridgman Award.
Sein Lehrbuch der Festkörperphysik mit N. David Mermin ist ein Standardwerk.
Ashcroft war ein Pionier in der Hochdruckphysik von Wasserstoff und wasserstoffhaltigen Verbindungen. 1968 vermutete er aufgrund Anwendung der BCS-Theorie, dass metallischer Wasserstoff als Hochdruckform des Wasserstoffs ein Hochtemperatursupraleiter wäre. Gründe dafür waren die kleine Masse des Wasserstoffs, was zu einer hohen Phononfrequenz führte, und das Fehlen von Rumpfelektronen was zu einer guten Phonon-Elektron-Kopplung führt. Als Kandidaten für das Vorliegen supraleitenden metallischen Wasserstoffs schlug er das Innere des Jupiter vor. 2004 schlug er vor statt reinem Wasserstoff wasserstoffhaltige Verbindungen unter hohem Druck als Kandidaten für Hochtemperatursupraleiter zu untersuchen. Das fand Anwendung in den Entwicklungen, die 2020 zu Raumtemperatursupraleitern von Wasserstoffverbindungen unter extrem hohem Druck führten.

## Schriften
- mit N. David Mermin: Solid State Physics. Holt, Rinehart and Winston, New York NY u. a. 1976, ISBN 0-03-049346-3 (deutsche Übersetzung: Festkörperphysik. 3. verbesserte Auflage. Oldenbourg, München u. a. 2007, ISBN 978-3-486-58273-4).